# Popenec
Popenec (Glechoma) je rod rostlin z čeledi hluchavkovitých. Jedná se zpravidla o drobnější, často aromatické rostliny s plazivými, přímými nebo vystoupavými lodyhami a květy rozlišenými na trubkovitý kalich a pyskatou korunu. Obvykle vytvářejí dlouhé kořenující plazivé výběžky. Celkem zahrnuje asi 12 druhů rozšířených v Eurasii, popenec obecný (Glechoma hederacea) byl zavlečen i do Severní Ameriky. V české flóře se kromě zmíněného popence obecného, který je také léčivou rostlinou, vyskytuje ještě popenec chlupatý (Glechoma hirsuta).

## Zástupci
- popenec chlupatý (Glechoma hirsuta)
- popenec obecný (Glechoma hederacea)